# Nesolynx celamae
Nesolynx celamae är en stekelart som först beskrevs av Jean Risbec 1951.  Nesolynx celamae ingår i släktet Nesolynx och familjen finglanssteklar. Inga underarter finns listade i Catalogue of Life.